# François de La Noue

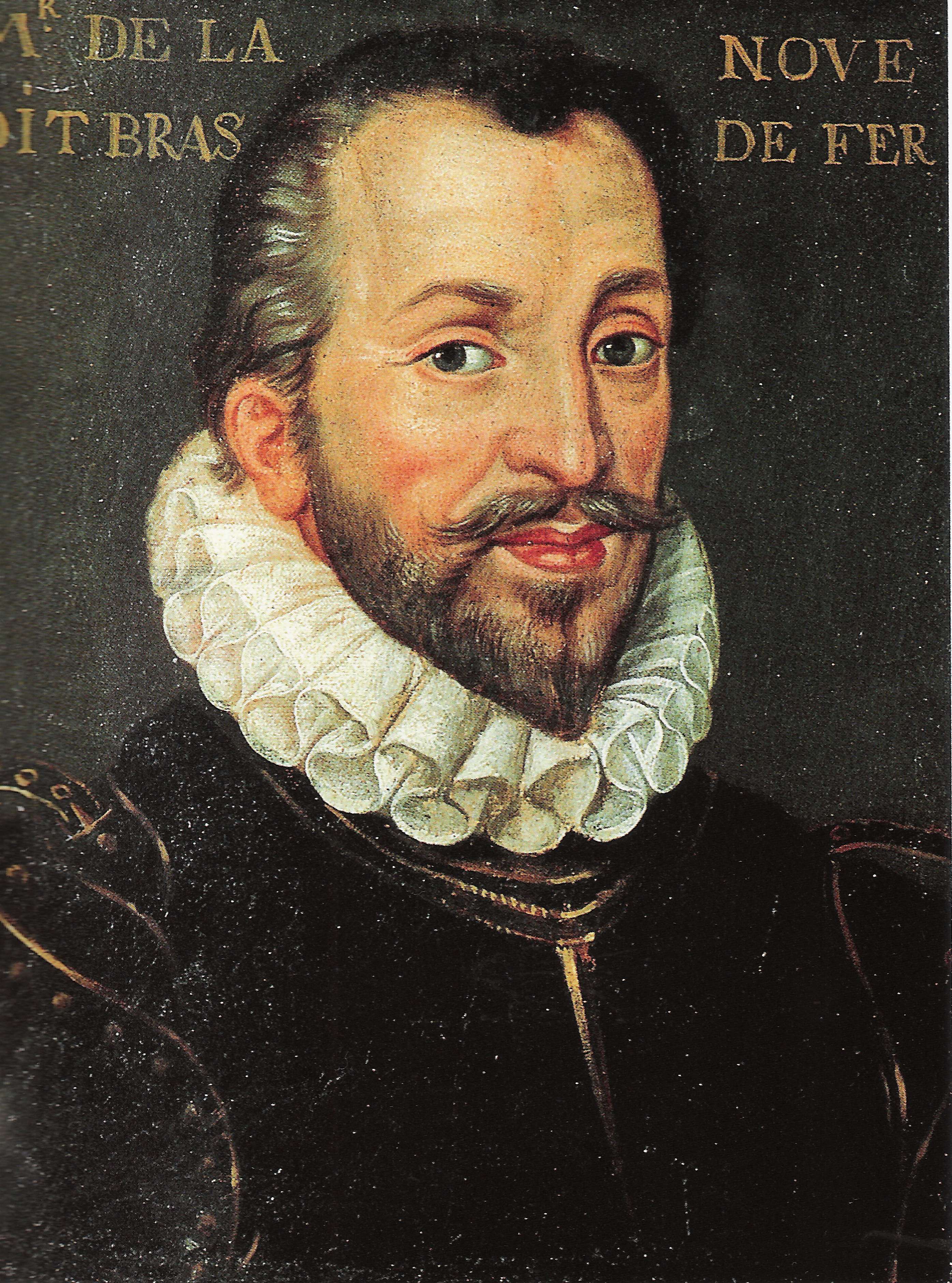
François de La Noue, zeitgenössisches Porträt

François de La Noue, seigneur de La Noue-Briord, genannt Bras de Fer (* 1531 in Nantes; † 4. August 1591 in Moncontour) war ein französischer Hugenottenführer und Schriftsteller.
La Noue stammte aus einer adligen Hugenottenfamilie und zeichnete sich bei den beiden ersten französischen Hugenottenkriegen durch seine Tapferkeit aus. So wurde ihm das Kommando über die hugenottische Nachhut in der Schlacht bei Jarnac anvertraut, wobei er, verlassen von seinen Soldaten, in Gefangenschaft geriet. Nach dem Tode des François de Coligny-d’Andelot wurde La Noue zum Colonel-général der Infanterie, aber wurde in der verlustreichen Schlacht bei Moncontour 1569 erneut Gefangener der Katholiken. 1570 verlor er seinen linken Arm, der durch ein Eisenglied mit einem Haken ersetzt wurde.
Nach der Bartholomäusnacht befehligte La Noue die Hugenottenfestung La Rochelle (1574–1578). 1580 geriet er in spanische Gefangenschaft, als er auf Seiten der Calvinisten in den Niederlanden kämpfte. Während seiner fünfjährigen Haftzeit schrieb er über die französischen Bürgerkriege; das Werk erschien 1587. Es verband La Noues Memoiren mit der Darlegung seiner moralischen und politischen Ansichten und erfuhr viele Neuauflagen und Übersetzungen. Am 14. März 1590 kämpfte er an der Seite des französischen Königs Heinrich IV. in der Schlacht von Ivry. Er erlag den Verwundungen, die er ein Jahr später bei einer Belagerung erlitt.
La Noue war mit Marguerite de Téligny verheiratet. Sein Sohn Odet war der Vater der französischen Hofdame Marie de La Noue.

## Werke
- Mémoires du sieur Francois de La Noue. In: Joseph François Michaud (Hrsg.): Nouvelle Collection des Mémoires pour servir a l’histoire de France, depuis le XIIIe siècle jusqu’à la fin du XVIIIe. Bd. 9: Vielleville, Castelnau, Merget, La Noue. Paris 1838, S. 581–644 (Digitalisat im Internet Archive).
- François de La Noue, Discours politiques et militaires, 1587 https://www.e-rara.ch/doi/10.3931/e-rara-1427 (abgerufen am 30. Dezember 2022)